# Toni Braxton
Toni Michele Braxton (sinh ngày 7 tháng 10 năm 1967) là ca sĩ kiêm nhạc sĩ nhạc R&B, nghệ sĩ dương cầm, nhà sản xuất âm nhạc, diễn viên, nhân vật truyền hình, và nhà từ thiện người Mỹ. Bắt đầu được biết đến vào những năm 1990, Braxton đã nhanh chóng trở thành một biểu tượng của dòng nhạc R&B và trở thành một trong những nữ nghệ sĩ bán chạy nhất của thập kỷ, đồng thời được công nhận là một trong những giọng ca xuất sắc nhất của thế hệ này.
Album phòng thu đầu tay mang chính tên cô được phát hành vào năm 1993. Nó đã bán được hơn 10 triệu bản trên toàn thế giới, và sản sinh các hit nổi tiếng như "Another Sad Love Song" và "Breathe Again". Bên cạnh đó, album còn giúp Braxton giành ba giải Grammy, bao gồm giải Nghệ sĩ mới xuất sắc nhất. Phát hành vào năm 1996, album thứ hai của cô, Secrets, tiếp tục nhận được những sự ca ngợi và thành công lớn, bán được hơn 15 triệu bản trên toàn cầu. Album cho ra đời các đĩa đơn quán quân bảng xếp hạng Billboard Hot 100 là "You're Makin' Me High" và "Un-Break My Heart", trong đó "Un-Break My Heart" đã trở thành bài hát thương hiệu của cô cũng như là đĩa đơn bán chạy thứ hai mọi thời đại bởi một nghệ sĩ nữ. Braxton đã giành hai giải Grammy cho Secrets. Năm 2000, album thứ ba của cô, The Heat, được phát hành. Nó đã bán được hơn 4 triệu bản và bao gồm đĩa đơn hit "He Wasn't Man Enough", giúp Braxton giành thêm một tượng vàng Grammy. Sau đó, cô phát hành thêm ba album nữa - More Than A Woman (2002), Libra (2005) và Pulse (2010), tuy nhiên cô đã phải đối mặt với những xung đột cá nhân và với hãng đĩa trong khoảng thời gian này. Trong năm 2014, Braxton và cộng tác viên lâu nam Babyface phát hành một album song ca mang tên Love, Marriage & Divorce, và giành được một giải Grammy vào đầu năm 2015.
Trong suốt sự nghiệp của mình, Braxton đã bán được hơn 67 triệu bản, trong đó có 41 triệu album trên toàn thế giới. Cô đã giành được 7 giải Grammy, 9 giải giải thưởng âm nhạc Billboard, 7 giải thưởng Âm nhạc Mỹ cùng nhiều giải thưởng khác. Bên cạnh những thành công trong lĩnh vực âm nhạc, Braxton đã trở thành một giám đốc sản xuất và nhân vật truyền hình, tham gia vào chương trình thực tế Dancing with the Stars mùa thứ 7 và trong sê-ri truyền hình thực tế Braxton Family Values, nơi Braxton làm điều hành sản xuất và ngôi sao chính từ năm 2011 trên WE tv. Braxton cũng tham gia điều hành sản xuất chương trình với em gái Tamar - The Tamar & Vince trên WE tv. Ngày 18 tháng 9 năm 2011, Braxton đã được giới thiệu vào Viện bảo tàng Âm nhạc Georgia.

## Danh sách đĩa nhạc
- Toni Braxton (1993)
- Secrets (1996)
- The Heat (2000)
- Snowflakes (2001)
- More Than a Woman (2002)
- Libra (2005)
- Pulse (2010)
- Love, Marriage & Divorce (với Babyface) (2014)

## Lưu diễn
- Secrets Tour (1997)
- Libra Tour (2006)
- 2013 Summer Tour (2013)

## Giải thưởng và đề cử

### Giải Grammy
| Năm  | Đề cử / Tác phẩm                        | Giải thưởng                           | Kết quả   |
| ---- | --------------------------------------- | ------------------------------------- | --------- |
| 1994 | Toni Braxton                            | Nghệ sĩ mới xuất sắc nhất             | Đoạt giải |
| 1994 | "Another Sad Love Song"                 | Trình diễn giọng R&B nữ xuất sắc nhất | Đoạt giải |
| 1995 | "Breathe Again"                         | Trình diễn giọng R&B nữ xuất sắc nhất | Đoạt giải |
| 1996 | "I Belong to You"                       | Trình diễn giọng R&B nữ xuất sắc nhất | Đề cử     |
| 1997 | "Un-Break My Heart"                     | Trình diễn giọng pop nữ xuất sắc nhất | Đoạt giải |
| 1997 | "You're Makin' Me High"                 | Trình diễn giọng R&B nữ xuất sắc nhất | Đoạt giải |
| 1997 | Secrets                                 | Album giọng pop xuất sắc nhất         | Đề cử     |
| 2001 | "He Wasn't Man Enough"                  | Trình diễn giọng R&B nữ xuất sắc nhất | Đoạt giải |
| 2001 | The Heat                                | Album R&B đương đại xuất sắc nhất     | Đề cử     |
| 2015 | Love, Marriage & Divorce (với Babyface) | Album R&B xuất sắc nhất               | Đoạt giải |

## Phim ảnh
- 2001: Kingdom Come – Juanita Slocumb
- 2002: Play'd: A Hip Hop Story (truyền hình) – Shonda
- 2005: Kevin Hill (3 tập, sê-ri truyền hình) – Terry Knox
- 2011–hiện tại Braxton Family Values (truyền hình thực tế) – Toni Braxton
- 2012: The Oogieloves in the Big Balloon Adventure – Rosalie Rosebud
- 2013: Twist of Faith (Phim truyền hình – Lifetime) – Nina
- 2014: My Name Is Love: The Darlene Love Story (Phim truyền hình — OWN) – Darlene Love